# Norbert Németh
Norbert Németh (Budapest, Hungría, 5 de mayo de 1981), futbolista húngaro. Juega de volante y su actual equipo es el Egri FC de la NBII de Hungría.

## Selección nacional
Ha sido internacional con la Selección de fútbol de Hungría, ha jugado 2 partidos internacionales.

## Clubes
| Club               | País    | Año       |
| ------------------ | ------- | --------- |
| Budapest Honved FC | Hungría | 1999-2002 |
| Győri ETO FC       | Hungría | 2002-2003 |
| MTK Budapest       | Hungría | 2003-2005 |
| Újpest FC          | Hungría | 2005      |
| Vasas SC           | Hungría | 2005-2009 |
| FC Tom Tomsk       | Rusia   | 2009-2010 |
| Vasas SC           | Hungría | 2010-2011 |
| Budapest Honvéd    | Hungría | 2011-2012 |
| Egri FC            | Hungría | 2012-     |

|}